# 烈火-6洲際彈道飛彈
烈火-6（英語：Agni-VI）是印度國防研究和發展組織（DRDO）正在發展的洲際彈道飛彈與潛射彈道飛彈，也是目前烈火系列彈道飛彈系列中最新一員。烈火-6將可攜帶多枚核彈頭，其射程達八千公里至一萬二千公里，具備多目標核打擊能力（MIRV）。
2013年2月，印度國防研究和發展組織（DRDO）主席薩拉斯瓦特（V. K. Saraswat）透露烈火-6已經完成設計，並且可在兩年半之內生產出來。
除此之外，由於印度一直沒有簽署不扩散核武器条约，同時又大力發展核武器，令印度此舉備受國際關注。

## 簡述
烈火-6是一個四級固體推動的洲際彈道飛彈，這將是比烈火-5更能覆蓋全球範圍的導彈，預計將在2017年通過飛行測試，為目前印度最為雄心勃勃的彈導飛彈項目。
一位印度國防研究和發展組織（DRDO）工作人員曾表示，該型導彈可攜帶四至六枚核彈頭。但也有消息來源聲稱，該型導彈可攜帶的是多達十枚的核彈頭，而兩者說法也是具備多目標重返大氣層載具能力。同時，也有消息來源聲稱烈火-6將具備八千公里至一萬二千公里的射程範圍，這意味著烈火-6將使印度具備全球核打擊能力，惟DRDO一直拒絕公開烈火-6的導彈射程。
烈火-6型將發展陸基型和潛射型兩種版本。

## 衍生型

### 潛射彈道飛彈
2012年，印度國防研究和發展組織（DRDO）揭示它們正在發展烈火-6導彈的潛射版本，其射程將達六千公里，會正式服役於印度海軍並裝備在殲敵者級核潛艇上。